# The Woodsman
The Woodsman (deutscher Alternativtitel: Der Dämon in mir) ist ein Film aus dem Jahr 2004. Regie führte Nicole Kassell.

## Handlung
Nach zwölf Jahren im Gefängnis wegen sexueller Belästigung Minderjähriger beginnt Walter in einer namenlosen Stadt ein neues Leben. Aus seiner Familie hat er nur noch zu seinem Schwager Carlos Kontakt, der ihn regelmäßig über das Leben seiner Schwester und Nichte unterrichtet, da ihm seine Schwester den direkten Kontakt untersagt. Regelmäßig besucht er einen Therapeuten, mit dem er seine Ängste und Fortschritte bespricht.
Er zieht in eine kleine Wohnung gleich gegenüber einer Grundschule und bekommt eine Anstellung in einem Sägewerk. Walter bleibt gegenüber den anderen Angestellten sehr zurückgezogen und fährt als Einziger mit dem Bus. Lediglich seine Arbeitskollegin Vicki sucht den Kontakt zu Walter. Selbst nachdem Vicki die Vorgeschichte von Walter offenbart bekommt, hält sie nach anfänglichen Zweifeln zu Walter, da sie in ihm etwas Gutes sieht. Die Beziehung zu Vicki gibt ihm Halt in dieser schweren Zeit.
Die meisten anderen Mitarbeiterinnen und -arbeiter im Sägewerk begegnen ihm aber mit Misstrauen, Ablehnung und Hass. Dies geht so weit, dass die Sekretärin Mary-Kay, nachdem sie in einer Internetrecherche die Wahrheit erfährt, Informationsblätter unter der Belegschaft verteilt, auf denen Walter als „Kinderschänder“ angeprangert wird. Auch empfiehlt sie Walter, sich doch woanders eine Arbeit zu suchen. Der örtliche Polizist Sergeant Lucas bereitet Walter mit seinen wiederkehrenden, aggressiv-feindlichen Besuchen zusätzliche Probleme. Da er nur auf Bewährung entlassen wurde, werden große Teile seines Lebens streng kontrolliert. Am meisten zu kämpfen hat Walter aber mit sich selbst und seinen Impulsen, die immer wieder drohen überhandzunehmen. So verfolgt er ein junges Mädchen in einen Park und spricht es an. Sie reden über die Vogelarten, die sie gerade beobachtet. Als er das Mädchen ein weiteres Mal trifft, versucht er sie zu überreden, sich auf seinen Schoß zu setzen. Die 11-Jährige verweigert dies zunächst, würde es ihm zuliebe dann aber tun – genauso wie sie es zuvor bei ihrem Vater immer getan hat. Walter wird klar, dass sie von ihrem Vater sexuell belästigt wird, und nimmt von seinem Vorhaben Abstand. Das Mädchen umarmt Walter bei der Verabschiedung und geht nach Hause.
In seiner freien Zeit beobachtet Walter oft die Grundschule, wobei ihm ein Mann auffällt, der sich immer wieder den Kindern nähert und ihnen Süßigkeiten gibt. Nachdem er diesen, in Virginia wegen Kindesmissbrauchs gesuchten Mann zusammenschlägt, weil dieser schließlich einen kleinen Jungen in sein Auto lockt, zieht er aus seiner kleinen Wohnung aus und wohnt fortan bei Vicki. Walter wird von Vicki zu einem Treffen mit seiner Schwester und ihrem Mann gefahren. Hier endet der Film. Ob Walter wegen der schweren Körperverletzung, derer er von Sergeant Lucas verdächtigt wird, zur Rechenschaft gezogen wird und ob er weiter in dem Sägewerk arbeitet, bleibt offen.

## Trivia
- Der Film wurde in Philadelphia gedreht. Philadelphia ist sowohl die Heimatstadt von Kevin Bacon wie auch der Regisseurin Nicole Kassell.
- Kevin Bacon verstärkte seinen eigenen Philadelphia-Akzent. Er dachte, dies sei für die Darstellung seines Charakters Walter wichtig.
- Die beiden Hauptdarsteller Bacon und Sedgwick sind in Wirklichkeit verheiratet und haben gemeinsam zwei Kinder.

## Auszeichnungen
- Satyajit Ray Award beim Filmfestival London 2004
- Gras-Savoye Preis für die beste Filmmusik bei den Internationalen Filmfestspielen von Cannes 2004
- Preis für das beste Drehbuch beim Slamdance Film Festival 2001

## Kritik
„Das Drama nimmt weitgehend die Erzählperspektive seines Protagonisten ein und versinnbildlicht dessen Versuchungen mit allzu dick aufgetragenen Signalen. Dabei wird das heikle Thema des Films eher metaphorisch verschleiert und lediglich angedeutet.“

„‚The Woodsman‘ muss gesehen werden und es muss darüber gesprochen werden. Es ist ein Film über Vergebung und Akzeptanz und letzten Endes über die Menschlichkeit, die irgendwo zwischen Tätern und Opfern verloren gegangen ist.“